# Gramatik (Musiker)

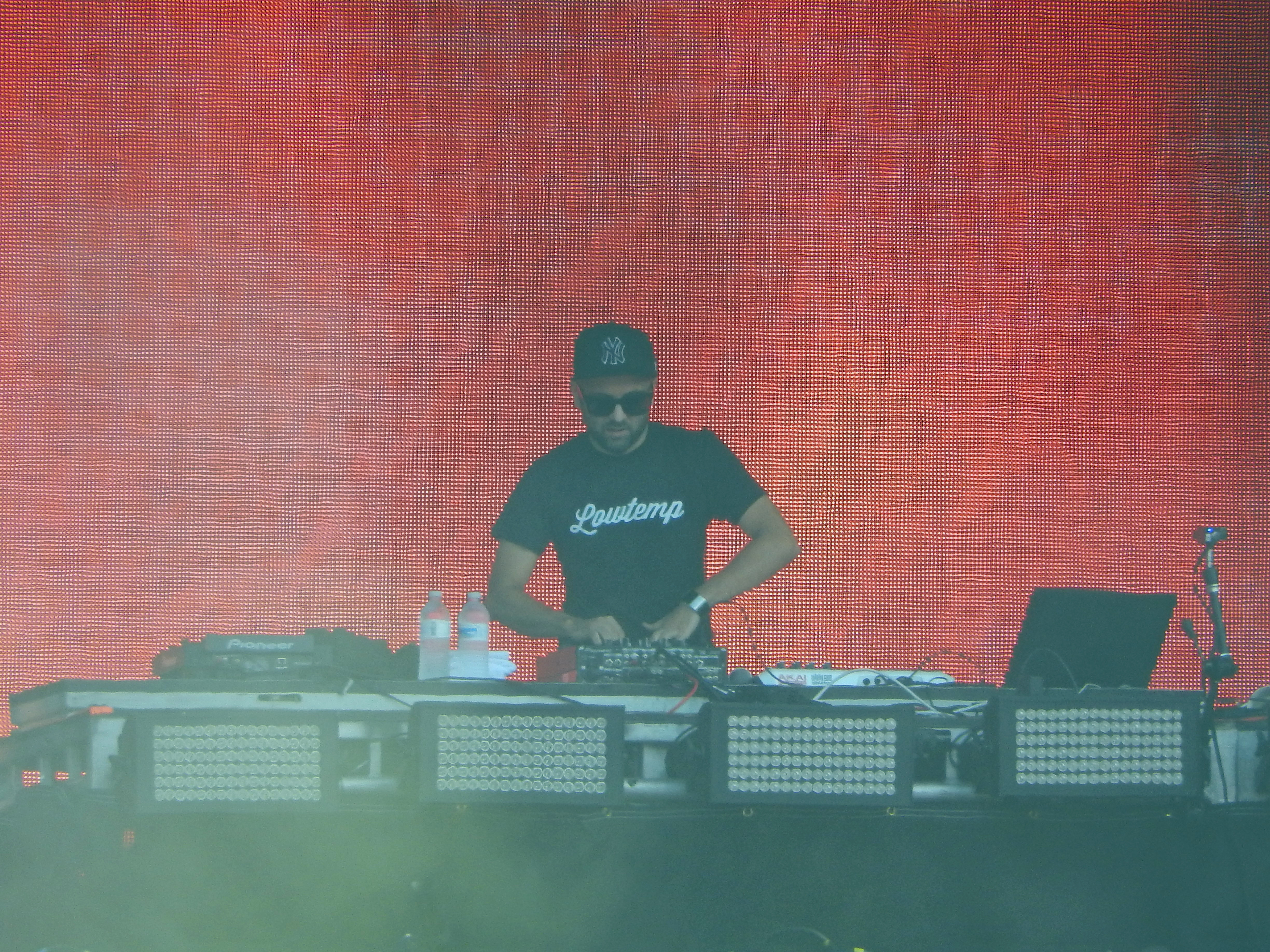
Gramatik auf dem Lollapalooza (2014)

Gramatik (bürgerlicher Name Denis Jašarević; * 19. Oktober 1984 in Portorož, Slowenien) ist ein in den Vereinigten Staaten von Amerika lebender slowenischer DJ und Musikproduzent, dessen Musik dem Nu Jazz zugerechnet wird.

## Karriere
Denis Jašarević machte seine ersten Experimente mit Beats mit dreizehn Jahren an seinem PC. Er begann später, seine Stücke über das Internet zu verbreiten, was nicht nur zu einer wachsenden Fangemeinde, sondern auch zu Liveauftritten und schließlich zu Tourneen in Slowenien führte. Als er in die Vereinigten Staaten auswanderte und sich in Brooklyn niederließ, war er schon ein erfahrener Live-Musiker. Er verpflichtete sich bei dem Label Cold Busted und später bei Pretty Lights’ Label Pretty Lights Music, dessen Produktionen kostenlos angeboten werden.
Neben Auftritten in Slowenien begann Gramatik 2010 mit Live-Auftritten in ganz Amerika. 2013 tourte er erstmals auch durch Europa. Er unter anderem in Frankreich und Belgien auf und war bei einer Reihe großer Musikfestivals wie dem Electric Zoo Festival in New York, dem Wakarusa Music and Camping Festival in Arkansas, dem Osheaga in Montreal oder dem Dour Festival in Dour zu sehen.
Gramatik konnte über Beatport, dem Online-Marktführer für elektronische Tanzmusik, bisher mehr als 100.000 Lieder verkaufen. Mehrmals war er auf dem ersten Platz der dortigen Verkaufscharts zu finden.
Im Februar 2013 gründete Gramatik sein eigenes Label Lowtemp, auf welchem er 2014 das Album The Age of Reason veröffentlichte. Wie auch #digitalfreedom wurde The Age of Reason kostenlos auf BitTorrent angeboten.
Zu seinen Auszeichnungen zählen drei "Best Track"-Auszeichnungen bei den Beatport Music Awards 2012.

## Herkunft
Sein Vater Ibrahim Jašarević (* 30. April 1965 in Visoko), war in den späten 1980er Jahren ein berühmter Rockmusiker in Mostar. Er und seine spätere Frau Anjuška trafen sich 1993. Er floh mit seiner Familie vor dem Bosnienkrieg in die USA.

## Diskografie

### Alben
- 2008: Street Bangerz Volume 1
- 2009: Street Bangerz Volume 2
- 2010: Street Bangerz Volume 3
- 2010: No Shortcuts
- 2011: Beatz & Pieces Vol. 1
- 2011: Expedition 44
- 2013: Street Bangerz Volume 4
- 2014: The Age of Reason
- 2015: Coffee Shop Selection
- 2016: Epigram
- 2018: Street Bangerz Volume 5
- 2020: Re:Coil Deluxe
- 2022: Water 4 the Soul II

### EPs
- 2008: Dreams About Her
- 2009: Water 4 The Soul
- 2012: #digitalfreedom22
- 2017: Re:Coil, Pt. I
- 2019: Re:Coil, Pt. II